# Lowell (région)
Pour les articles homonymes, voir Lowell.

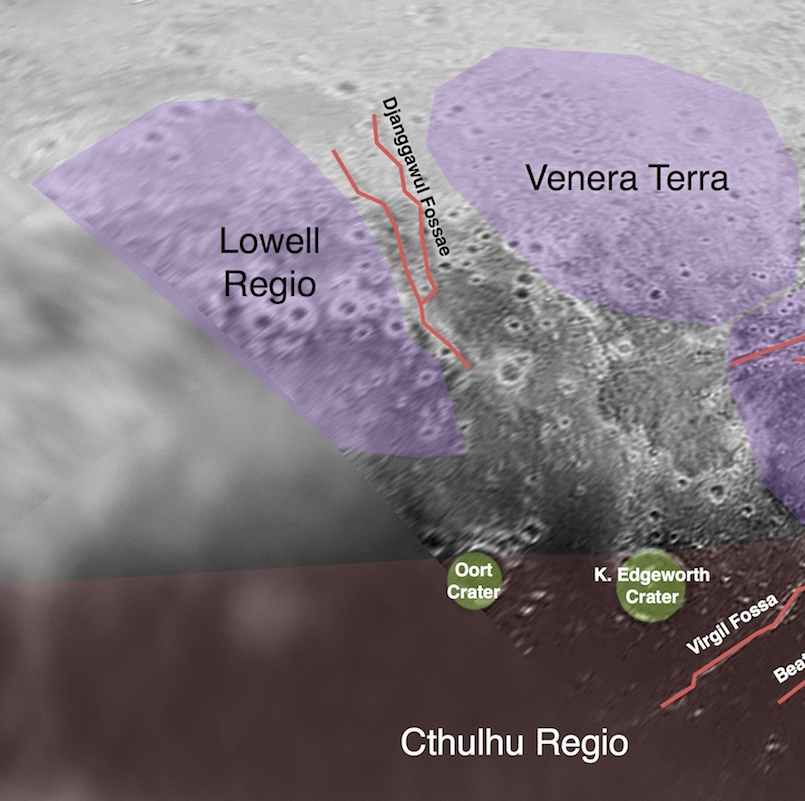
La région Lowell.

La région Lowell (Lowell Regio) est une région découverte en 2015 par la sonde New Horizons, s'étendant à la surface de la planète naine Pluton. Elle correspond à la calotte polaire Nord de cette dernière.
Elle fut nommée en l'honneur de Percival Lowell, qui construisit l'observatoire à l'origine de la découverte de Pluton par Clyde Tombaught en 1930.